# Секс и эволюция человеческой природы
Секс и эволюция человеческой природы (англ. The Red Queen: Sex and the Evolution of Human Nature)  — научно-популярная книга, написанная Мэттом Ридли о половом отборе в процессе эволюции человека.

## Содержание
Эта работа исследует эволюционную психологию в половом отборе. В книге утверждается, что очень немногие аспекты человеческой природы, если таковые вообще имеются, могут быть поняты без учета пола, потому что человеческая природа является продуктом биологической эволюции и управляется половым воспроизводством .
Книга начинается с эволюционного объяснения самого пола, защищая теорию о том, что секс процветает у живых существ, несмотря на связанные с ним недостатки или затраты энергии, потому что смешанное наследование дает потомкам первоначальный иммунитет против различных заболеваний, к которым адаптированы родители. Ближе к концу книги Ридли также утверждает, что интеллект в основном является результатом полового отбора.
«В африканской саванне газель не только пытается не быть съеденной гепардами, но и пытается быть быстрее других газелей, когда они нападают. Для газели важно быть быстрее других газелей, а не гепардов. (Есть старая притча о философе, который вместе со своим другом убегают от напавшего на них медведя. „У нас не получится, невозможно бежать быстрее медведя“, — говорит на бегу логичный друг, „Мне это не нужно, я просто должен быть быстрее тебя“ ― отвечает философ).
Мы не используем свой мозг для решения практических задач, а чтобы быть умнее других. Обманывать других, обнаруживать обман, понимать мотивы людей, манипулировать другими людьми… вот для чего используется интеллект» ― пишет Мэтт Ридли в своей книге.
Автор утверждает, что человеческий интеллект используется в первую очередь для привлечения партнеров посредством поразительных проявлений остроумия, обаяния, изобретательности и индивидуальности. Этот взгляд на интеллект подробно рассматривается в книге Джеффри Миллера «Брачный разум: как сексуальный выбор повлиял на эволюцию человеческой природы» (2001).

## Издание в России
Книга была переведена на русский язык и вышла в свет в издательстве «Эксмо» в 2011 году. ISBN 978-5-699-48641-0